# Cubières
Cubières (okcitán nyelven Cubièira) község Franciaország déli részén, Lozère megyében. 2011-ben 170 lakosa volt.

## Fekvése
Cubières a Altier völgyében fekszik Le Bleymard-tól 6 km-re keletre, 980 méteres (a községterület 756-1633 méteres) tengerszint feletti magasságban. Északról a Goulet-hegy, délről a Lozère-hegy gránitmasszívumai övezik, előbbi déli lejtőin (a község területén) ered az Lot és az Altier folyó. A községterület 37%-át (1820 hektár) erdő borítja.
Nyugatról Mas-d’Orcières és Le Bleymard, északról Chasseradès, keletről Altier, délről Le Pont-de-Montvert községekkel határos, délről Cubiérettes község nyúlik be területére.
Cubières-t érinti a D901-es megyei út, mely a Tribes-hágón (1130 m) keresztül Le Bleymard és a Lot völgye, valamint a Tourette-hágó (26 km); valamint Villefort (25 km) felé teremt összeköttetést.
A községhez tartozik Coursoules, Lozeret, La Volte, Les Alpiers, Villes-Hautes, Villes-Basses, Le Crouzet, Le Bouschet, Pralong, Redoussas, Neyrac, Malecombe, Montredon, Les Rochettes-Basses, Treymes és Pomaret.

## Története
Cubières a történelmi Gévaudan tartomány Tourneli báróságához tartozott. Első írásos említése 1123-ból származik.

### Demográfia
| Év   | Lakosság |
| ---- | -------- |
| 1793 | 1150     |
| 1851 | 1137     |
| 1876 | 1096     |
| 1901 | 972      |
| 1936 | 732      |

| Év   | Lakosság |
| ---- | -------- |
| 1946 | 647      |
| 1954 | 545      |
| 1962 | 508      |
| 1968 | 398      |

| Év   | Lakosság |
| ---- | -------- |
| 1975 | 328      |
| 1982 | 281      |
| 1990 | 207      |
| 1999 | 197      |
| 2010 | 175      |

## Nevezetességei
- Cubières temploma a 12. században épült román stílusban. A vallásháborúk idején a hugentották lerombolták; 1603-ban épült újjá.
- Pomaret falu temploma a 18. században épült.
- Viles Basses temploma a 19. században épült.
- Redoussas vára
- Régi kőkutak Neyracban és Cubières-ben (utóbbi felett vaskereszt áll).
- Régi kőkemencék Lozeret-ben és Cubières-ben.

## Kapcsolódó szócikk
- Lozère megye községei